# Griekenland op de Olympische Winterspelen 1988
Tijdens de Olympische Winterspelen van 1988, die in Calgary (Canada) werden gehouden, nam Griekenland voor de elfde keer deel.

## Deelnemers en resultaten

### Alpineskiën
| Olympiër          | Discipline       | Resultaat | Prestatie                                                                              |
| ----------------- | ---------------- | --------- | -------------------------------------------------------------------------------------- |
| Ioannis Kapraras  | super g (m)      | 46e       | 2.02,06 (+22,40)                                                                       |
| Ioannis Kapraras  | reuzenslalom (m) | 50e       | 2.32,87 (+26,50) 1.18,23+1.14,64                                                       |
| Ioannis Kapraras  | slalom (m)       | dnf-1     | opgave run 1                                                                           |
| Giannis Stamatiou | reuzenslalom (m) | 49e       | 2.32,46 (+26,09) 1.17,36+1.15,10                                                       |
| Giannis Stamatiou | slalom (m)       | dnf-1     | opgave run 1                                                                           |
| Giannis Stamatiou | combinatie (m)   | 25e       | 347,41 (+310,86) afdaling: 227,5 p. (2.07,51) slalom: 119,91 p. (1.40,13: 50,45+49,68) |
|                   |                  |           |                                                                                        |
| Thomai Lefousi    | super g (v)      | dnf       | opgave                                                                                 |
| Thomai Lefousi    | reuzenslalom (v) | dnf-2     | opgave run 2 1.10,26+dnf                                                               |
| Thomai Lefousi    | slalom (v)       | 25e       | 2.07,01 (+30,32) 1.02,82+1.04,19                                                       |

### Langlaufen
| Olympiër            | Discipline         | Resultaat | Prestatie            |
| ------------------- | ------------------ | --------- | -------------------- |
| Nikos Anastasiadis  | 15 km klassiek (m) | dnf       | opgave               |
| Nikos Anastasiadis  | 30 km klassiek (m) | 82e       | 1:50.10,7 (+25.44,4) |
| Khristos Titas      | 15 km klassiek (m) | 66e       | 49.48,6 (+8.29,7)    |
| Khristos Titas      | 30 km klassiek (m) | 70e       | 1:41.25,7 (+16.59,4) |
| Athanasios Tsakiris | 15 km klassiek (m) | 72e       | 50.34,4 (+9.15,5)    |
| Athanasios Tsakiris | 30 km klassiek (m) | 76e       | 1:43.55,1 (+19.28,8) |

Amerikaanse Maagdeneilanden · Andorra · Argentinië · Australië · België · Bolivia · Bondsrepubliek Duitsland · Bulgarije · Canada · Chili · China · Chinees Taipei · Costa Rica · Cyprus · Denemarken · Duitse Democratische Republiek · Fiji · Filipijnen · Finland · Frankrijk · Griekenland · Groot-Brittannië · Guam · Guatemala · Hongarije · IJsland · India · Italië · Jamaica · Japan · Joegoslavië · Libanon · Liechtenstein · Luxemburg · Marokko · Mexico · Monaco · Mongolië · Nederland · Nederlandse Antillen · Nieuw-Zeeland · Noord-Korea · Noorwegen · Oostenrijk · Polen · Portugal · Puerto Rico · Roemenië · San Marino · Sovjet-Unie · Spanje · Tsjecho-Slowakije · Turkije · Verenigde Staten · Zuid-Korea · Zweden · Zwitserland